# Équipe du Zimbabwe de Coupe Davis
L'équipe du Zimbabwe de Coupe Davis (ou de Rhodésie avant 1980) représente le Zimbabwe à la Coupe Davis.

## Historique
L'équipe prend part pour la première fois à la Coupe Davis en 1963.
Kevin Ullyett, Byron Black et Wayne Black ont joué dans le Groupe mondial.
En 1998, le Zimbabwe atteint les quarts de finale du Groupe mondial (défaite contre l'Italie 5-0) : c'est sa meilleure performance avec un premier tour en 2000, contre les États-Unis, et plusieurs rencontres de barrages.

## Joueurs de l'équipe
Les joueurs suivants ont été sélectionnés lors de la Coupe Davis 2014 :
- Benjamin Lock
- Mark Fynn
- Takanyi Garanganga
- Tinotenda Chanakira

Anciens joueurs :
- Kevin Ullyett
- Byron Black
- Wayne Black